# Skate Canada 2002
Navigation
Édition précédente Édition suivante
Le Skate Canada (ou Internationaux Patinage Canada) est une compétition internationale de patinage artistique qui se déroule au Canada au cours de l'automne. Il accueille des patineurs amateurs de niveau senior dans quatre catégories: simple messieurs, simple dames, couple artistique et danse sur glace.
Le vingt-neuvième Skate Canada est organisé du 31 octobre au 3 novembre 2002 au Colisée de Québec dans la province de Québec. Il est la deuxième compétition du Grand Prix ISU senior de la saison 2002/2003.

## Résultats

### Messieurs
| Rang    | Nom                  | Pays       | Points | Prog. court | Prog. libre |
| ------- | -------------------- | ---------- | ------ | ----------- | ----------- |
| 1       | Takeshi Honda        | Japon      | 2.0    | 2           | 1           |
| 2       | Emanuel Sandhu       | Canada     | 2.5    | 1           | 2           |
| 3       | Stanislav Timchenko  | Russie     | 5.0    | 4           | 3           |
| 4       | Stanick Jeannette    | France     | 5.5    | 3           | 4           |
| 5       | Derrick Delmore      | États-Unis | 9.0    | 8           | 5           |
| 6       | Ryan Bradley         | États-Unis | 9.5    | 7           | 6           |
| 7       | Jeffrey Buttle       | Canada     | 9.5    | 5           | 7           |
| 8       | Ma Xiaodong          | Chine      | 11.0   | 6           | 8           |
| 9       | Jayson Dénommée      | Canada     | 13.5   | 9           | 9           |
| Forfait | Kevin Van Der Perren | Belgique   |        |             |             |

### Dames
| Rang | Nom                | Pays       | Points | Prog. court | Prog. libre |
| ---- | ------------------ | ---------- | ------ | ----------- | ----------- |
| 1    | Sasha Cohen        | États-Unis | 1.5    | 1           | 1           |
| 2    | Fumie Suguri       | Japon      | 3.0    | 2           | 2           |
| 3    | Viktoria Volchkova | Russie     | 4.5    | 3           | 3           |
| 4    | Jennifer Robinson  | Canada     | 6.0    | 6           | 3           |
| 5    | Zuzana Babiaková   | Slovaquie  | 8.0    | 4           | 6           |
| 6    | Jennifer Kirk      | États-Unis | 8.5    | 7           | 5           |
| 7    | Annie Bellemare    | Canada     | 9.5    | 5           | 7           |
| 8    | Michelle Currie    | Canada     | 12.5   | 9           | 8           |
| 9    | Susanna Poykio     | Finlande   | 14.0   | 10          | 9           |
| 10   | Anne-Sophie Calvez | France     | 14.0   | 8           | 10          |

### Couples
| Rang | Nom                                   | Pays       | Points | Prog. court | Prog. libre |
| ---- | ------------------------------------- | ---------- | ------ | ----------- | ----------- |
| 1    | Tatiana Totmianina / Maksim Marinin   | Russie     | 1.5    | 1           | 1           |
| 2    | Pang Qing / Tong Jian                 | Chine      | 3.0    | 2           | 2           |
| 3    | Anabelle Langlois / Patrice Archetto  | Canada     | 4.5    | 3           | 3           |
| 4    | Jacinthe Larivière / Lenny Faustino   | Canada     | 7.0    | 4           | 5           |
| 5    | Tiffany Scott / Philip Dulebohn       | États-Unis | 8.0    | 8           | 4           |
| 6    | Valérie Marcoux / Craig Buntin        | Canada     | 8.5    | 5           | 6           |
| 7    | Kathryn Orscher / Garrett Lucash      | États-Unis | 10.0   | 6           | 7           |
| 8    | Stephanie Kalesavich / Aaron Parchem  | États-Unis | 12.5   | 9           | 8           |
| 9    | Tatiana Chuvaeva / Dmitri Palamarchuk | Ukraine    | 12.5   | 7           | 9           |

### Danse sur glace
| Rang | Nom                                    | Pays        | Points | Danse imposée | Danse originale | Danse libre |
| ---- | -------------------------------------- | ----------- | ------ | ------------- | --------------- | ----------- |
| 1    | Olena Hrushyna / Ruslan Honcharov      | Ukraine     | 2.0    | 1             | 1               | 1           |
| 2    | Marie-France Dubreuil / Patrice Lauzon | Canada      | 4.0    | 2             | 2               | 2           |
| 3    | Svetlana Kulikova / Arseni Markov      | Russie      | 7.0    | 4             | 4               | 3           |
| 4    | Albena Denkova / Maxim Staviski        | Bulgarie    | 7.0    | 3             | 3               | 4           |
| 5    | Federica Faiella / Massimo Scali       | Italie      | 10.0   | 5             | 5               | 5           |
| 6    | Sylwia Nowak / Sebastian Kolasiński    | Pologne     | 12.0   | 6             | 6               | 6           |
| 7    | Kristin Fraser / Igor Lukanin          | Azerbaïdjan | 14.4   | 8             | 7               | 7           |
| 8    | Melissa Gregory / Denis Petukhov       | États-Unis  | 15.6   | 7             | 8               | 8           |
| 9    | Stephanie Rauer / Thomas Rauer         | Allemagne   | 19.4   | 11            | 10              | 9           |
| 10   | Josée Piché / Pascal Denis             | Canada      | 19.4   | 10            | 9               | 10          |
| 11   | Nathalie Péchalat / Fabian Bourzat     | France      | 21.2   | 9             | 11              | 11          |

## Sources
- Résultats du Skate Canada 2002
- Patinage Magazine No 86 (Janvier/Février 2003)